# بلاط (السفيرة)
بلاط قرية سوريّة تتبع إداريّاً لمحافظة حلب منطقة السفيرة ناحية تلعرن، بلغ تعداد سكانها 1,486نسمة حسب التعداد السكاني لعام 2004.